# Crowell (Teksas)
Crowell – miasto w Stanach Zjednoczonych, w stanie Teksas, w hrabstwie Foard. W 2000 roku liczyło 1 141 mieszkańców.